# من بوسه نیستم
من بوسه نیستم (فرانسوی: J'embrasse pas‎) فیلمی درام به کارگردانی آندره تشینه که در سال ۱۹۹۱ منتشر شد. با بازی مانوئل بلان، امانوئل بئار و فیلیپ نوآره.

## بازیگران
- مانوئل بلان در نقش پیر
- فیلیپ نوآره در نقش رومن
- امانوئل بئار در نقش اینگرید
- هلن ونسان در نقش ایولین
- ایوان دسنی در نقش دیمیتری
- رشدی زیم در نقش سعید
- کریستف برنارد در نقش Le Mac
- میشل مورتی در نقش درام معلم

## تولید
این فیلم نهمین اثر آندره تشینه پس از یک فاصله چهار ساله از فیلم قبلی اوست.

## یادداشت
1. ↑  http://www.jpbox-office.com/fichfilm.php?id=5087